# Domaine de Sayama
Le domaine de Sayama (狭山藩, Sayama-han) est un domaine féodal japonais de l'époque d'Edo situé dans la province de Kawachi et dont le quartier général se trouve dans l'actuelle Ōsakasayama. Durant toute son histoire, il est dirigé par le clan Hōjō, branche du clan Go-Hōjō.

## Histoire
Le clan Go-Hōjō est créé par Hōjō Sōun et, à son zénith, contrôle toute la région de Kanto à l'époque Sengoku. Mais son pouvoir attire l'attention de Toyotomi Hideyoshi et quand les membres de la famille Hōjō ne tiennent pas compte d'une sommation à se soumettre à Hideyoshi dans son château d'Osaka, Toyotomi réunit une grande armée de 200 000 hommes et pose le siège du château d'Odawara. Après la chute du château, le père du daimyo Hojo, Hōjō Ujimasa et son oncle Hōjō Ujiteru sont contraints au seppuku tandis que le jeune daimyo Hōjō Ujinao est exilé au mont Kōya. La famille ne s'éteint cependant à ce moment-là, Hōjō Ujinori, un frère cadet d'Ujimasa, développe une profonde amitié avec Tokugawa Ieyasu quand ils sont tous deux otages de la famille Imagawa. Après le démembrement du domaine de Hōjō, Ujinori obtient une pension de 10 000 koku de la part de Ieyasu. Il lègue 4 000 koku à son fils Hōjō Ujimori qui est adopté par Ujinao pour symboliquement poursuivre la lignée de la famille Hojo.

## Liste des daimyos
- Clan Hōjō (tozama daimyo ; 11 000, 10 000 koku)

1. Ujimori
2. Ujinobu
3. Ujimune
4. Ujiharu
5. Ujitomo
6. Ujisada
7. Ujihiko
8. Ujiakira
9. Ujitaka
10. Ujihisa
11. Ujiyoshi
12. Ujiyuki

## Source de la traduction
- (en) Cet article est partiellement ou en totalité issu de l’article de Wikipédia en anglais intitulé « Sayama Domain » (voir la liste des auteurs).